# بروشوتو
بروشوتو (بالإيطالية: Prosciutto) هو طبق هام مقدد إيطالي عادةً ما يُشرَّح تشريحا رقيقا ويُقَدَّمُ نيئا غير مطبوخ، وهذا الأسلوب اسمه «بروشوتو كرودو» ويختلف عن الهام المطبوخ والمعروف محليا باسم «بروشوتو كوتو»  
لعدد من الأقاليم نسخ من البروشوتو خاصة بها، إلا أن أغلاها هي بروشوتو دي پارما من إقليم إميليا-رومانيا.

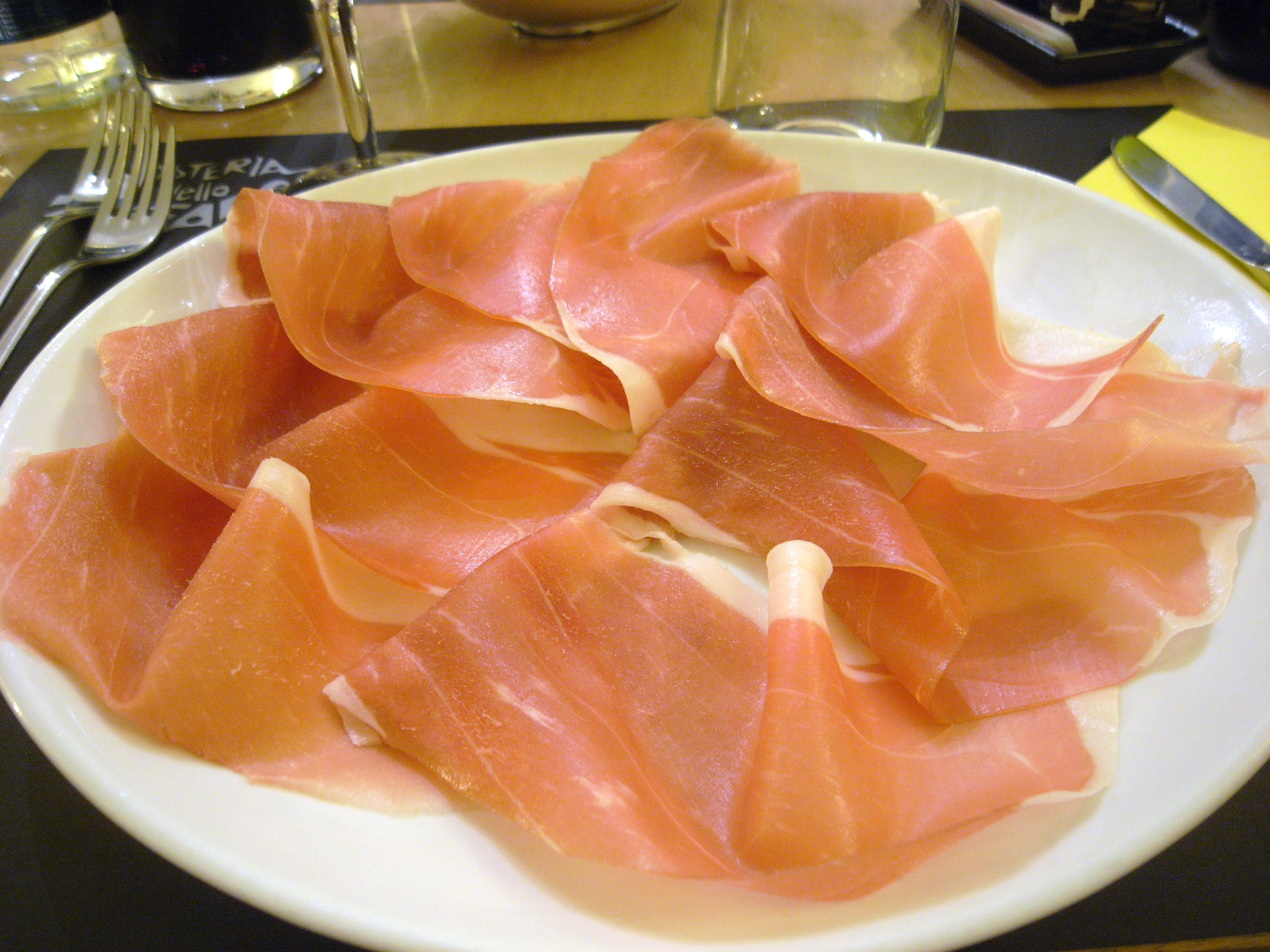
بروشوتو بارمة

## تعيينات المنشأ المشمولة بالحماية في الاتحاد الأوروبي

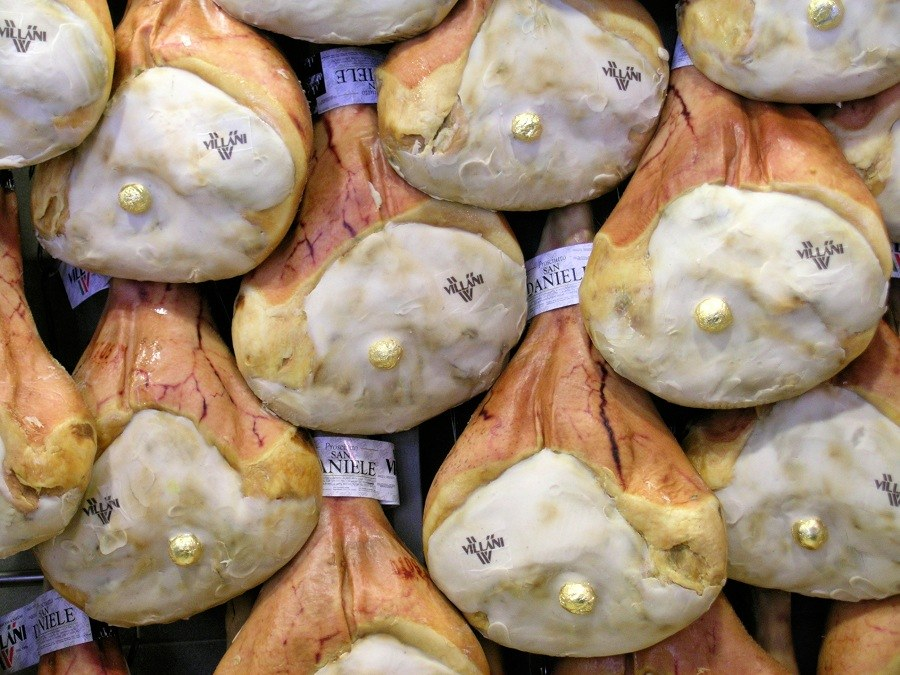
بروشوتو سان دانيالا في السوق المركزي في مدينة فلورنسا الإيطالية

تحت سياسة الفلاحة المشتركة للاتحاد الأوروبي، بعض المنتوجات اللحمية، بما فيها بعض الأنواع من البروشوتو، محمية بالمنشأ المشمولة بالحماية وتعيينات أُخَر أقل تشددًا. 
- بروشوتو بارمة، إيطاليا، PDO
- بروشوتو سان دانيالا، إيطاليا، PDO
- بروشوتو مودنة، إيطاليا، PDO
- بروشوتو تسكانة، إيطاليا، PDO
- بروشوتو دي ڤاناتو (البندقية) باريكو-أوگانايو، إيطاليا، PDO

### كولاتالو

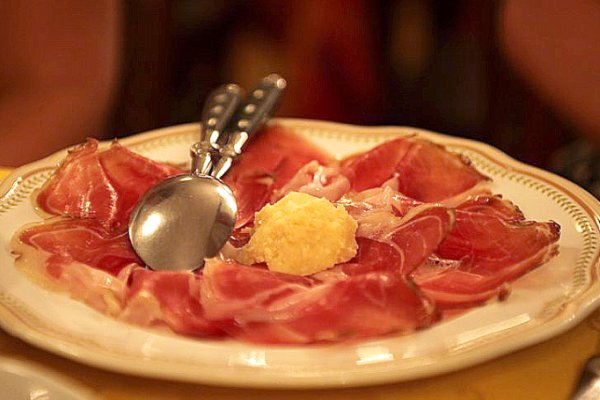
كولاتالو

كولاتالو مشتبه بالبروشوتو إلا أنه مصنوع من شريحة أو خاصرة الساق الخلفية.